# Harry Styles
Harry Edward Styles (født 1. februar 1994 i Redditch, Worcestershire) er en britisk sanger, sangskriver og skuespiller. Han begyndte som deltager i den britiske udgave af tv-programmet The X Factor i 2010, hvor han efter at være blevet elimineret som solist blev kaldt tilbage til programmet for at blive en del af boybandet One Direction.
One Direction blev sidenhen et af de bedst sælgende boybands nogensinde.
i 2017 udgave han sit første soloalbum, der debuterede på toppen af hitlisterne i både Storbritannien og USA og blev et af årets bedstsælgende albums på verdensplan. Sidenhen har han udgivet yderligere 2 albums, Fine Line (2019) samt Harry's House (2022)
Gennem sin karriere har Styles vundet adskillige priser, blandt andet seks Brit Awards, tre American Music Awards, to ARIA Music Awards, en Billboard Music Award og tre Grammy Awards.
Udover sin musik er Harry Styles kendt for sin flamboyante tøjstil, og i 2020 blev han den første mand, der var solo på forsiden af modemagasinet Vogue.
Han har medvirket i Christopher Nolans film Dunkirk i rollen som Alex, som Jack i Don’t Worry Darling, som unge Tom i My Policeman og som Eros/Starfox i Marvel filmen Eternals.

## Liv og karriere
Harry Styles er fra Redditch, Worcestershire, England. Han har været elev på Holmes Chapel Comprehensive School, en statsstøttet engelsk folkeskole. Han er søn af Anne Twist og Desmond Styles, og har en storesøster ved navn Gemma Styles. Han var syv år, da hans forældre blev skilt, og hans mor giftede sig senere med Robin Twist. Med hensyn til forældrenes skilsmisse sagde han: “Det var en temmelig underlig periode. Jeg kan huske, jeg græd over det. Jeg vidste ikke rigtigt, hvad der skete, jeg var bare ked af, at mine forældre ikke ville være sammen mere.” Efter skilsmissen flyttede Styles med sin storesøster og mor længere ud på landet. I en alder af tolv år flyttede de dog tilbage til Holmes Chapel. Det skete samtidig med, at hans mor mødte stedfaderen, Robin Twist. Harry har udtalt, at han var "rigtig glad", da Robin friede til hans mor. Styles var forsanger i bandet White Eskimo med leadguitarist Haydn Morris, basist Nick Clough og trommeslager Will Sweeny. De havde tidligere deltaget i en 'Battle of the Bands'-konkurrence, som de vandt. Før The X Factor, havde Styles som seksten-årig et deltidsjob på W Mandeville Bakery i Holmes Chapel.
Som barn elskede Harry at synge, og et af hans store idoler var Elvis Presley. Han har også citeret Presley som inspirationen, der startede hans musikalske karriere. Styles har dog også nævnt samtidige musikere, som han beundrede og har været inspireret af så som, Foster the People, Coldplay og Kings of Leon. "Vi ville have lidt tungere guitarer, og større trommer, fordi det giver en mere levende fornemmelse. Og det er det, vi godt kan lide at lave," sagde Styles om gruppens næste album. "Fordi vi bare er 18 år gamle, er det vigtigt, at vi selv synes om det, vi laver. Det ville ikke være godt, hvis vi ikke nød det, vi lavede og hvad vi er."
Det var Harry, der fandt på bandets navn 'One Direction'.

### Solokarriere
Siden januar 2016 har One Direction holdt pause på ubestemt tid, og siden har Harry Styles udgivet tre album.
Den 12. maj 2017 udgav han sit debutalbum som soloartist ved navn Harry Styles. Dette album indeholder blandt andet hans debutsingle "Sign of the Times".
I 2017 debuterede Styles også for alvor som skuespiller i Christopher Nolans film Dunkirk. Her spiller han en britisk soldat, Alex, der desperat prøver at komme hjem fra Slaget ved Dunkerque.
Den 13. december 2019 udgav Harry sit andet soloalbum Fine Line. Albummet indeholder blandt andet hitsene "Adore You" og "Watermelon Sugar".
I 2020 blev han den første mandlige model alene på forsiden af den amerikanske udgave af Vogue, iført en kjole, hvilket faldt bl.a. den konservative, amerikanske forfatter og aktivist Candace Owens for brystet.
Den 20. maj 2022 udgav Harry hans tredje album, Harry's House. Dette album indeholder blandt andet hitsene As It Was, Late Night Talking og Satellite. Albummet og singlen As It Was blev rekordsættende indenfor mange kategorier.
Den 4. september 2021 startede hans 2. tourne, den 2 år lange tourne Love On Tour, hvor han først turnerede med Fine Line og derefter Harry's House. Love On Tour's sidste show blev afholdt d. 22 juli 2023 i Reggio Emilia, Italien, hvor Styles holdte flere lange taler på både Italiensk og Engelsk, som tak for alt ved de sidste 2 år, samt et 10 minutter lang klaverstykke Styles havde skrevet kun til denne begivenhed. Love On Tour blev rekordsættende, og Harry blev blandt andet den anden kunstner nogensinde til at spille et "on man show" på Slane Castle, en performance her kræver speciel invitation fra Lord Henry selv. Han blev den første til nogensinde at spille der som en del af deres egen tourne, samt den yngste kunstner til nogensinde at spille der.

## Diskografi
- Harry Styles (2017)
- Fine Line (2019)
- Harry’s House (2022)

## Filmografi
| År   | Titel                                          | Rolle       | Noter                    |
| ---- | ---------------------------------------------- | ----------- | ------------------------ |
| 2013 | One Direction: This Is Us                      | Sig selv    | Documentary concert film |
| 2014 | One Direction: Where We Are – The Concert Film | Sig selv    | Koncertfilm              |
| 2017 | Harry Styles: Behind the Album                 | Sig selv    | Dokumentar               |
| 2017 | Dunkirk                                        | Alex        | Krig/action              |
| 2022 | Don't Worry Darling                            | Jack        | Thriller/gyser           |
| 2022 | My Policeman                                   | Tom Burgess | Drama                    |

| År         | Titel                                | Rolle                     | Noter                        |
| ---------- | ------------------------------------ | ------------------------- | ---------------------------- |
| 2012       | iCarly                               | Sig selv som Harry Styles | Episode: "iGo One Direction" |
| 2012–2019  | Saturday Night Live                  | Vært / musikalsk gæst     | 5 episoder                   |
| 2017       | Harry Styles at the BBC              | Sig selv                  | Television special           |
| 2017, 2019 | The Late Late Show with James Corden | Gæstevært                 | 2 episoder                   |
| 2018       | Happy Together                       | None                      | Executive producer           |